# Madinat Azahra
Pour l’article ayant un titre homophone, voir Medina Azahara.
Ne doit pas être confondu avec Madinat al-Zahira.
Madinat Azahra (en arabe : مدينة الزهراء Madīnat az-Zahrā, littéralement « ville brillante », en espagnol, Medina Azahara) est le vestige d'une vaste ville palatiale créée par le calife Omeyyade Abd-ar-Rahman III al-Nasir (912-961). Construite à partir de 936, elle est située à huit kilomètres à l'ouest de la périphérie de Cordoue en Espagne dans la région de la Sierra Morena. La ville est alors la capitale d'al-Andalus, car le cœur de l'administration et du gouvernement est situé dans ses murs.   
La ville est construite principalement pour des raisons politico-idéologiques peu après la transformation de l'émirat de Cordoue en califat (929), transformation qui implique une rupture politique avec Bagdad. La dignité du calife exige l'établissement d'une nouvelle ville comme symbole de son pouvoir, et de légitimer le pouvoir du nouveau souverain sur l'Andalousie. À cette fin, la ville comprend d'importantes constructions, entre autres des mosquées, des salles de réception, des bureaux administratifs et gouvernementaux mais aussi des casernes, des bains et des aqueducs. Le complexe palatin inclut de nombreux réemplois de techniques, sculptures et sarcophages d'origine romaine afin de créer « une référence visuelle au savoir des anciens » et d'inscrire le pouvoir califal dans la continuité historique des pouvoirs précédents.

## Emplacement
Madinat al-Zahra est située à l'ouest de Cordoue, juste au nord de la route A-431 (es) menant à Lora del Río, à 4,5 km de la voie périphérie A-3050 (es) contournant Cordoue à l'ouest et 8 km du centre de Cordoue,.
La ville est au pied de la sierra Morena et orientée vers le sud sur les pentes de Jebel al-Arus (qui signifie « Colline de la Mariée ») ; elle fait face à la vallée du fleuve Guadalquivir,. 
L'emplacement de la ville est choisi principalement en raison de ses qualités topographiques qui permettent une construction hiérarchique afin que la ville de Cordoue et les plaines au-delà du palais soient dominées physiquement et visuellement par les bâtiments de la forteresse. Le palais est érigé à un niveau supérieur, et les bâtiments sont échelonnés sur le flanc de montagne comme signe de prééminence sur les hameaux urbains et la mosquée d'Aljama dans les plaines en dessous.
Madinat al-Zahra est reliée à Cordoue par une grande route qui comprend plusieurs ponts avec des arcs en fer à cheval ; deux de ces ponts sont toujours en place (Pont des Noyers), les restes de quatre autres ponts sont encore présents.  
Il y a en outre deux complexes situés près de la ville, l'un d'eux étant une grande villa bâtie au centre d'un grand domaine agricole, qui plus tard est confiée au trésorier de l'État. Bien qu'ils manquent de preuve, les archéologues croient que le deuxième complexe est une caserne militaire.

## Architecture

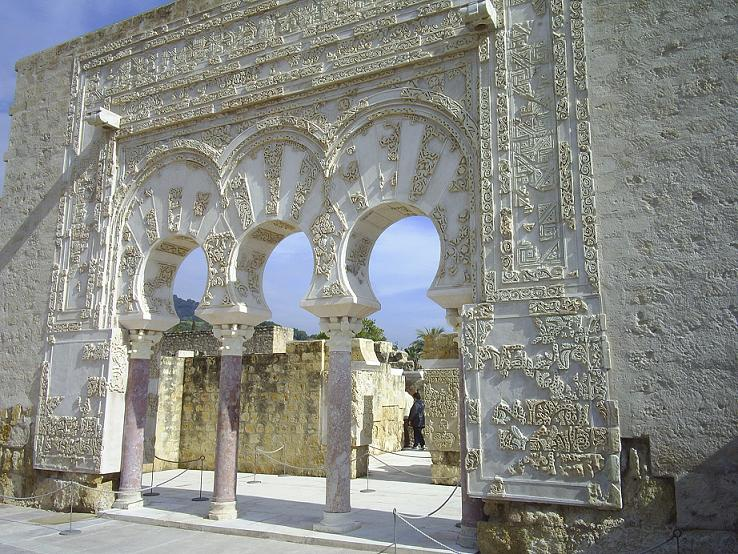
Portail d'entrée de la ville.

La ville palatiale se distingue du style labyrinthique et chaotique typique de l'urbanisme musulman à cette époque. Au contraire, elle est inscrite dans un quadrilatère de 1 500 m sur 700 m formant une enceinte rectangulaire d'environ 111 hectares,.

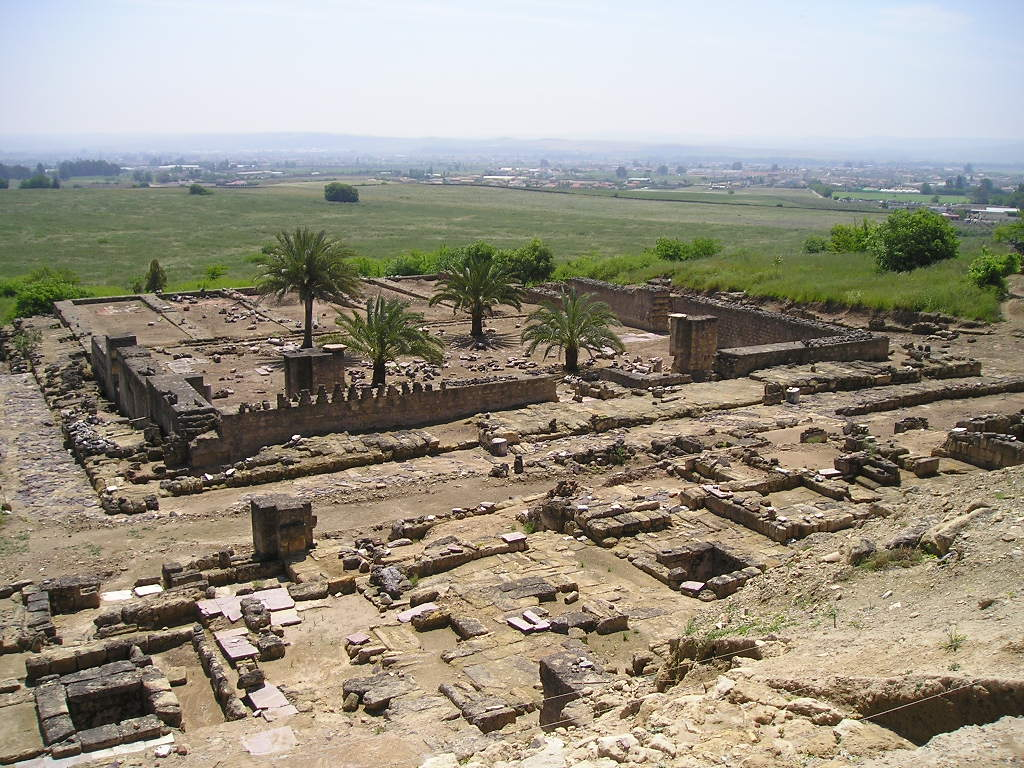
La mosquée Aljama et des habitations au niveau inférieur.

Le palais est bâti sur trois terrasses étagées, chacune séparée des autres par des murs qui divisent la ville en trois parties. La terrasse la plus élevée est réservée au palais et représente un signe de pouvoir. La partie moyenne est occupée essentiellement par des parcelles et des jardins de fruits et de légumes. Le secteur inférieur comprend la mosquée principale et les foyers. En raison de la ressemblance de la mosquée de Madinat al-Zahra avec la grande mosquée de Cordoue, elle est appelée sa « petite sœur ». 
Afin d'amener l'eau abondante nécessaire pour les parcs et les jardins floraux, Abd al-Rahman III commande la construction d'une canalisation qui parcourt les montagnes et qui traverse les vallées par des aqueducs9. Celle-ci est considérée aujourd'hui comme l'une des réalisations les plus admirables du calife. 
Outre ses caractéristiques les plus renommées telles que des mosquées, des salles de réception et des bureaux administratifs et gouvernementaux, Madinat al-Zahra possède également des casernes, un hôtel des monnaies, des fontaines, des marchés, des fabriques d'armes et des magasins d'or et d'orfèvres entre autres. 
Pour Susana Calvo Capilla, la réutilisation massive de matériaux romains dans le complexe palatin (sculptures de muses et de philosophes, sarcophages, vasques, etc.) relève de l'intention politique. Il s'agit de créer une référence visuelle au « savoir des anciens » et d'exalter l'héritage hispanique pour légitimer le pouvoir du calife sur Cordoue au moment où il vient de rompre avec Bagdad.
Avec la construction de Madinat al-Zahra, l'art hispano-mauresque caractéristique d'Andalousie prend un essor décisif. En effet, elle est une pionnière de l'architecture et de l'art islamique occidental de son époque et son influence artistique transcende plusieurs siècles. Par exemple, beaucoup plus tard, dans la construction de l'Alhambra, des éléments de la ville palatiale comme l'organisation des suites de pièces autour d'une cour ou d'un jardin central sont présents. De plus, plusieurs des particularités de Madinat al-Zahra, telles que les salles de réception royales, sont conçues pour la première fois pendant sa construction.

## Histoire et construction
La construction du palais commence entre 936 et 940 sous le règne de Abd-ar-Rahman III ; la majeure partie de la ville est édifiée en treize ans, mais la durée des travaux s'étend sur une autre quarantaine d'années.
Quarante ans plus tard, de 978 à 981, le chambellan usurpateur Almanzor fait construire son propre palais à l'est de Cordoue, lui donnant le nom de Madinat al-Zahira (ville resplendissante) en réponse à celui de Madinat al-Zahra (ville brillante).

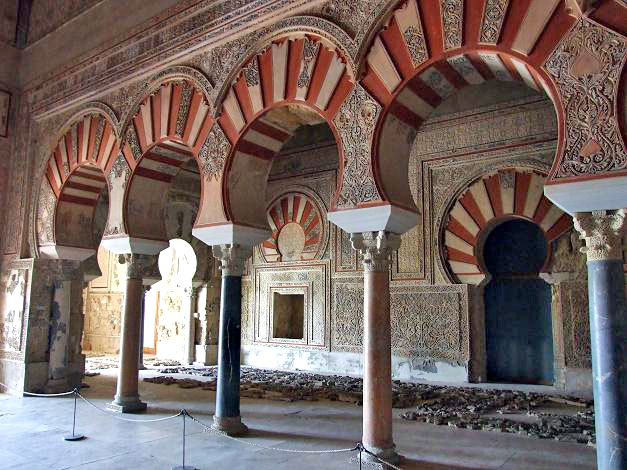
Salon Rico, Madinat al-Zahra

Une légende populaire affirme que cette ville palatiale prend son nom de la concubine favorite du calife, « Zahra ; et que sa statue est située à l'entrée. Certains croient que Abd-ar-Rahman III a construit la ville pour lui faire plaisir. Néanmoins, ses motivations sont probablement davantage liées à la politique qu'à l'amour. Après s'être proclamé calife en 928, cette nouvelle ville est une déclaration de son pouvoir qui imite d'autres califes de l'est, et surtout une démonstration de sa supériorité sur les Fatimides d'Ifriqiya avec qui il est en conflit pour le contrôle de l'Afrique du Nord. Zahra en arabe signifie « brillant » ou « en plein essor », ce qui communique des aspirations de pouvoir et de statut, non pas de romance.[réf. nécessaire]
1011, au tout début de la Guerre civile en al-Andalus, la cité palatiale est prise par les troupes berbères qui soutiennent Sulayman ben al-Hakam (Omeyyade) contre le calife Hicham II : elles s'y installent pour préparer le siège de Cordoue (1013). La prise de la cité donne lieu à des pillages, des massacres. La cité est abandonnée après la guerre civile (1031).[réf. nécessaire]
L'entrée du site de Madinat al-Zahra est dans son mur nord, où se trouvent les pavillons, les ateliers et les hangars dans lesquels les restes trouvés dans les fouilles sont conservés et restaurés.
En 1923, le site archéologique de Madinat al-Zahra est déclaré monument national. Depuis le 27 janvier 2015, le site est inscrit sur la liste indicative du patrimoine mondial de l'UNESCO dans la catégorie des biens culturels (n° réf 5978).

## Protection
La ville califale de Medina Azahara est inscrite au patrimoine mondial de l'UNESCO en 2018. La surface du site est de 111 ha et la zone tampon de 2 186 ha.